# Hylaeus concinnus
Hylaeus concinnus är en biart som beskrevs av Cockerell 1924. Hylaeus concinnus ingår i släktet citronbin, och familjen korttungebin. Inga underarter finns listade i Catalogue of Life.